# Kongeslottet i Torino
Kongeslottet i Torino eller Palazzo Reale er et palads i Torino i det nordlige Italien. Det var residensslot for Huset Savoyen, og blev bygget for Madama Reale Christine Marie af Frankrig i det syttende århundrede
Torino, som i dag er hovedstad i regionen Piemonte, var hovedstad for Huset Savoyen fra det 12. til det 19. århundrede og det kongelige palads indeholder mange beviser på deres aristokratiske livsførelse. 
Det hellige klædes kapel, med sin spiralkuppel blev bygget i vestfløjen af paladset for sammen med Johannes Døberen Katedralen, at huse det berømte Ligklædet i Torino, som tilhørte familien fra 1453 til 1946.
45°4′21.72″N 7°41′9.6″Ø / 45.0727000°N 7.686000°Ø